# نمایشگاه بازی‌های رایانه‌ای تهران

پوستر سومین نمایشگاه بازی‌های رایانه‌ای تهران

نمایشگاه بازی‌های رایانه‌ای تهران نمایشگاهی سالیانه است که در شهر تهران برگزار می‌شود. این نمایشگاه در کنار جشنواره بازی‌های رایانه‌ای تهران برگزار می‌شود که شامل رقابت‌های بازی‌سازی و ایده‌پردازی در مورد ساخت بازی‌های رایانه‌ای است.

## نخستین دوره
نخستین دورهٔ این نمایشگاه از تاریخ ۸ اردیبهشت تا ۱۲ اردیبهشت سال ۱۳۹۰ در مرکز همایش‌های برج میلاد تهران برگزار شد. بازدید از این نمایشگاه هر روز از ساعت ۱۰ صبح تا ۸ عصر برای عموم آزاد بود و هزینه‌ای نیز از علاقه‌مندان به بازدید از جشنواره دریافت نمی‌شد.
بخش اصلی جشنواره شامل مسابقهٔ بازی‌های رایانه‌ای ایرانی (بازی‌های بزرگ، بازی‌های برخط، بازی‌های موبایل، بازی‌های کوچک بود و در بخش جنبی نیز مسابقه طراحی کاراکتر، بازی‌نامه‌نویسی، بازی‌های تغییریافته، بازی‌های فلش و آفرینش‌های دانش‌آموزی برگزار شد.